# Paul Hoffman (Philosoph)
Paul David Hoffman (* 1952 in Anderson (Indiana); † 13. Mai 2010) war ein US-amerikanischer Philosoph und Philosophiehistoriker.

## Leben und Werk
Hoffman studierte Philosophie in Michigan und erwarb sich dort seinen BA. Er absolvierte Philosophieaufbaustudien an der UCLA bei Robert Adams, wo er auch promovierte. Von 1982 bis 1985 war er Assistenzprofessor an der Harvard University. Von 1985 bis 1987 war er Mellon Postdoctoral Fellow an der Cornell University und von 1987 bis 1992 Assistenzprofessor am MIT. Von 1992 bis Mai 2010 war er Professor für Philosophie an der University of California, Riverside.
Hoffman wurde wegen seiner bahnbrechenden Arbeiten über René Descartes bekannt. Hoffman ist einer der ersten in der analytischen Philosophietradition ausgebildeten Wissenschaftler, der die Bedeutung des historischen Hintergrundes von Descartes untersuchte. Sein Hauptwerk zu Descartes erschien in seiner Sammlung Essays on Descartes (2009). Hoffman wurde primär als Philosophiehistoriker bekannt, obwohl er auch konstruktive Beiträge zur zeitgenössischen Philosophie des Geistes, der Sprache und der Metaphysik beitrug. Genannt sei hier exemplarisch seine Schrift Wittgenstein on Rules and Private Language (Oxford 1982), in der er die Kripkesche Interpretation des skeptischen Wittgenstein-Ansatzes weiter auf die Spitze trieb.
Hoffman starb plötzlich und unerwartet im Mai 2010 an einem Herzinfarkt.